# Szente András
Szente András (Budapest, 1939. december 10. – Florida,  2012. szeptember 14.) kétszeres olimpiai ezüstérmes magyar kajakozó, az Amerikai Egyesült Államokban kajak-kenu edző.

## Sportpályafutása
Szente fiatalon úszott, futott, korcsolyázott és a párbajtőrvívást is kipróbálta. 1955-től azonban a kajakozás mellett döntött. A Honvédban kezdett, majd Granek Istvánnal és Péhl Józseffel alapító tagja volt a Kinizsinek, mely a Ferencváros kajakszakosztályának akkori neve volt. Eredményeit tekintve a kajak-kenu világbajnokságokon két ezüstérmet szerzett (K-1 4 × 500 m: 1966, K-4 1000 m: 1958). A legnagyobb sikereit azonban Rómában az 1960. évi nyári olimpiai játékokon érte el. Itt a kajak kettesek 1000 méteres versenyszámában Mészáros György párjaként, valamint a Szőllősi Imre, Kemecsey Imre, Mészáros György összetételű, a K-4 500 méteres váltóban is ezüstérmet szerzett. Ezenkivül világbajnokságokon két ezüstérmet, Európa-bajnokságokon hét érmet, köztük két aranyat nyert. Tizennyolc alkalommal nyert magyar bajnokságot.
1969-ben az Amerikai Egyesült Államokba disszidált. 1970-től klímatervező mérnökként dolgozott és Virginiában telepedett le. Los Angelesben, majd Washingtonban edzőként is tevékenykedett és az 1976-os montreali olimpiára kiutazó amerikai kajakosok közül többeket ő készített fel. 1981-ben ikerfiai születtek. 2012. szeptember 14-én Floridában nyaralás közben lett rosszul és hunyt el.